# Thaia thaiosimilis
Thaia thaiosimilis är en insektsart som först beskrevs av K. Ramakrishnan och Menon 1974.  Thaia thaiosimilis ingår i släktet Thaia och familjen dvärgstritar. Inga underarter finns listade i Catalogue of Life.